# Боско (Бреша)
Боско је насеље у Италији у округу Бреша, региону Ломбардија.
Према процени из 2011. у насељу је живело 46 становника. Насеље се налази на надморској висини од 127 м.